# Зейское водохранилище
Зе́йское водохрани́лище — водохранилище на реке Зея в Амурской области России. Образовано плотиной Зейской ГЭС в 1974—1980 годах.

## Основные характеристики
Водохранилище простирается вверх по течению Зеи от плотины ГЭС выше города Зея. На участке длиной 40 километров в пределах хребта Тукурингра представляет собой узкий водоём с заливами, образованными в местах впадения притоков Зеи, а выше по течению, в пределах Верхнезейской котловины, переходит в широкий водоём. Байкало-Амурская магистраль проходит вдоль северного побережья водоёма и пересекает залив водохранилища 1100-метровым железнодорожным мостом между посёлками Верхнезейск и Горный.
Длина Зейского водохранилища в Амурской области составляет 227 км, наибольшая ширина 24 км, площадь 2420 км², объём 68,4 км³, глубина от 4 до 30 метров. Зейское водохранилище по объёму воды занимает третье место в России после Братского (169,3 км³) и Красноярского (73,3 км³). Зимой толщина льда достигает от 120 до 150 см и более. В северной части водохранилище имеет озеровидную форму, на юге оно принимает каньонообразную форму.
Площадь водосбора составляет 83,8 тыс. км², среднемноголетний сток 24,7 км³. Полная и полезная емкость водохранилища соответственно 68,42 и 32,12 км³.
Водохранилище заполняется ежегодно на 87 % во второй половине лета и осенью под действием тихоокеанских муссонов.

## История строительства
Водохранилище образовано при строительстве плотины ГЭС на реке Зее в 1964 году. Она построена в месте так называемых Зейских Ворот, где река прорезает горную цепь хребтов Тукурингра и Соктахан. При создании Зейского водохранилища было затоплено 3,9 тыс. га сельхозугодий. Под затопление также попали 14 населённых пунктов, в которых проживало 4460 человек, которые были отселены во вновь построенные и перенесённые посёлки. Заполнялось водохранилище в 1974—1980 годах. Оно выполняет роль регулировщика стока вод реки.

## Рыболовство
Формирование ихтиофауны происходит за счёт рыб, обитающих в Зее. Однако видовой состав рыб в водохранилище по сравнению с рекой резко изменился. Из 34 видов, обитающих в реке, в водохранилище сохранилось лишь 12 видов. Остальные виды полностью исчезли (вьюн, щиповка, пескарь, горчак), или были вытеснены в притоки и зону подпора (амурский сиг, сиг-хадары, конь-губарь, таймень, ленок, хариус, востробрюшка, подуст), так как им необходимы речные условия.
Вместе с тем в водохранилище возросла численность амурского чебака, малой корюшки, которая использует для питания растительный субстрат на мелководьях и в заливах и резко увеличившийся в водохранилище зоопланктон. Возросла численность налима, получившего хорошие условия для размножения и нагула.
Основными промысловыми рыбами в водохранилище являются амурская щука и серебряный карась. Увеличению их численности и темпа роста способствовал комплекс благоприятных факторов, создавшихся в водохранилище: увеличение численности кормовых ресурсов, затопление новых продуктивных площадей и образование заливов, в которых происходит нерест рыб. В водохранилище у рыб сократились сроки их созревания (по данным Амуррыбвода, на 1—3 года), изменилось соотношение полов и показатели плодовитости.
Рыбопромысловое освоение Зейского водохранилища началось в 1981 году второстепенными рыбозаготовителями. Запасы рыбы в водохранилище осваиваются слабо из-за отдалённости его от крупных населённых пунктов и рыбохозяйственных организаций. С 1986 года водохранилище осваивается рыбаками Якутрыбпрома.
На промысле применяют в основном ставные сети длиной 25 м, высотой 1,75 м с ячеей 55 мм.
Промысловая рыбопродуктивность в 1986—1987 гг. составила 0,8 кг/га.

## Населённые пункты на берегах Зейского водохранилища
С севера на юг, указан берег:
- Бомнак (северный)
- Горный (северный), западнее села Бомнак
- Верхнезейск (северо-восточный)
- Хвойный (северо-западный)
- Береговой (западный)
- Снежногорский (восточный)